# Sorin-George Oltenașu
Sorin-George Oltenașu (n.  ?) este un deputat român, ales în 2024 din partea SOS. 